# Irmengard von Oettingen

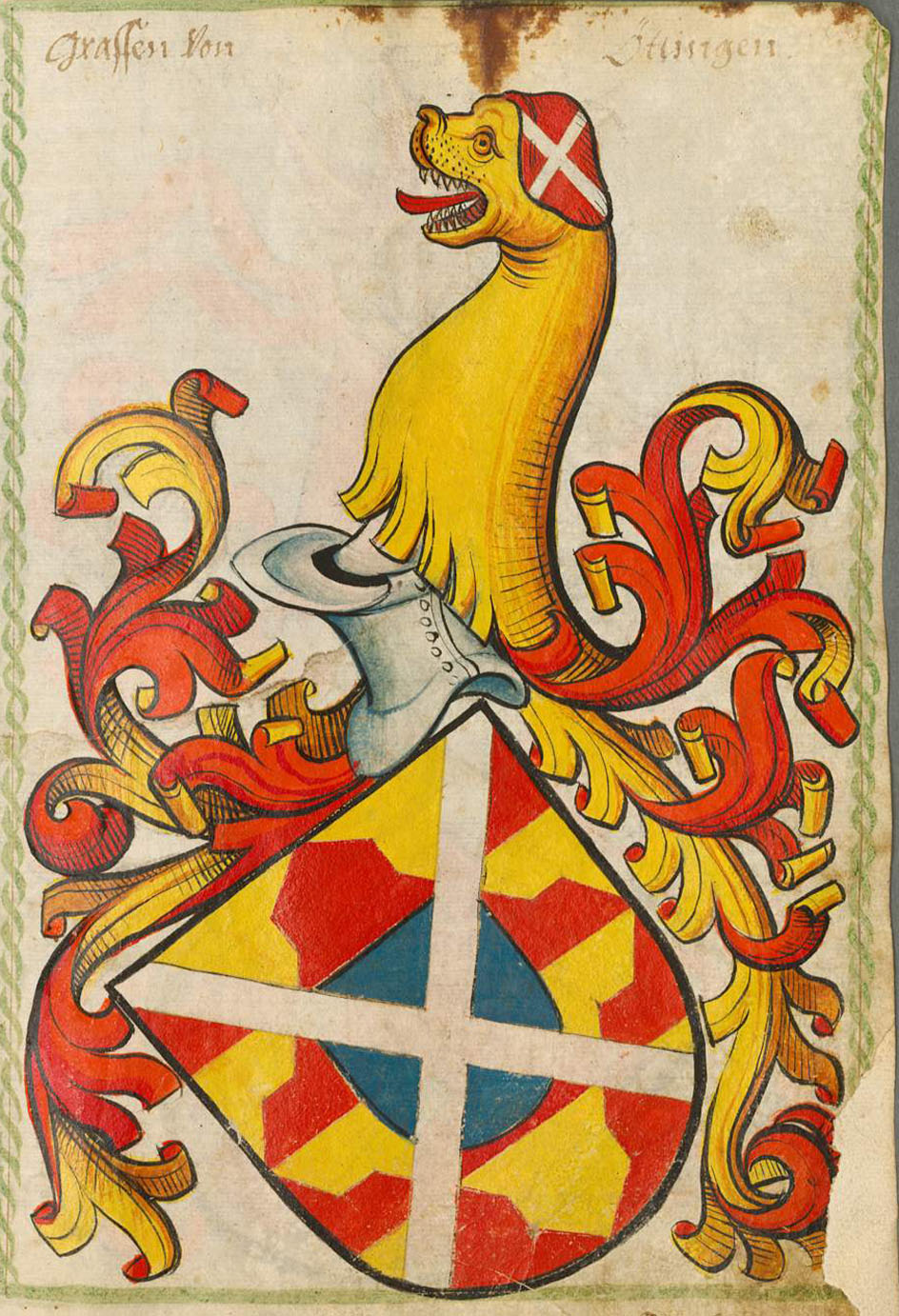
Familienwappen der Grafen von Oettingen

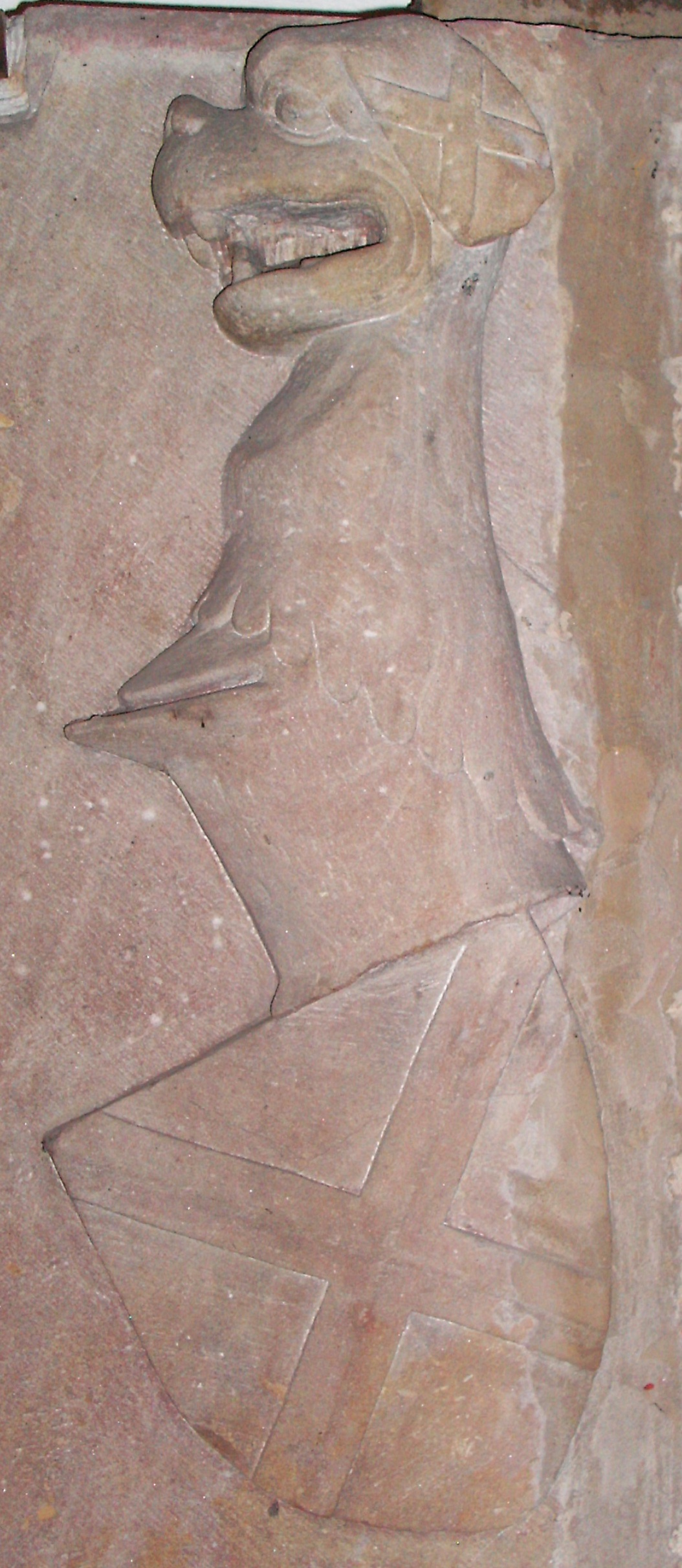
Zeitgenössisches Familienwappen vom Epitaph der Großnichte Elisabeth von Oettingen († 1406), Stiftskirche (Neustadt an der Weinstraße)

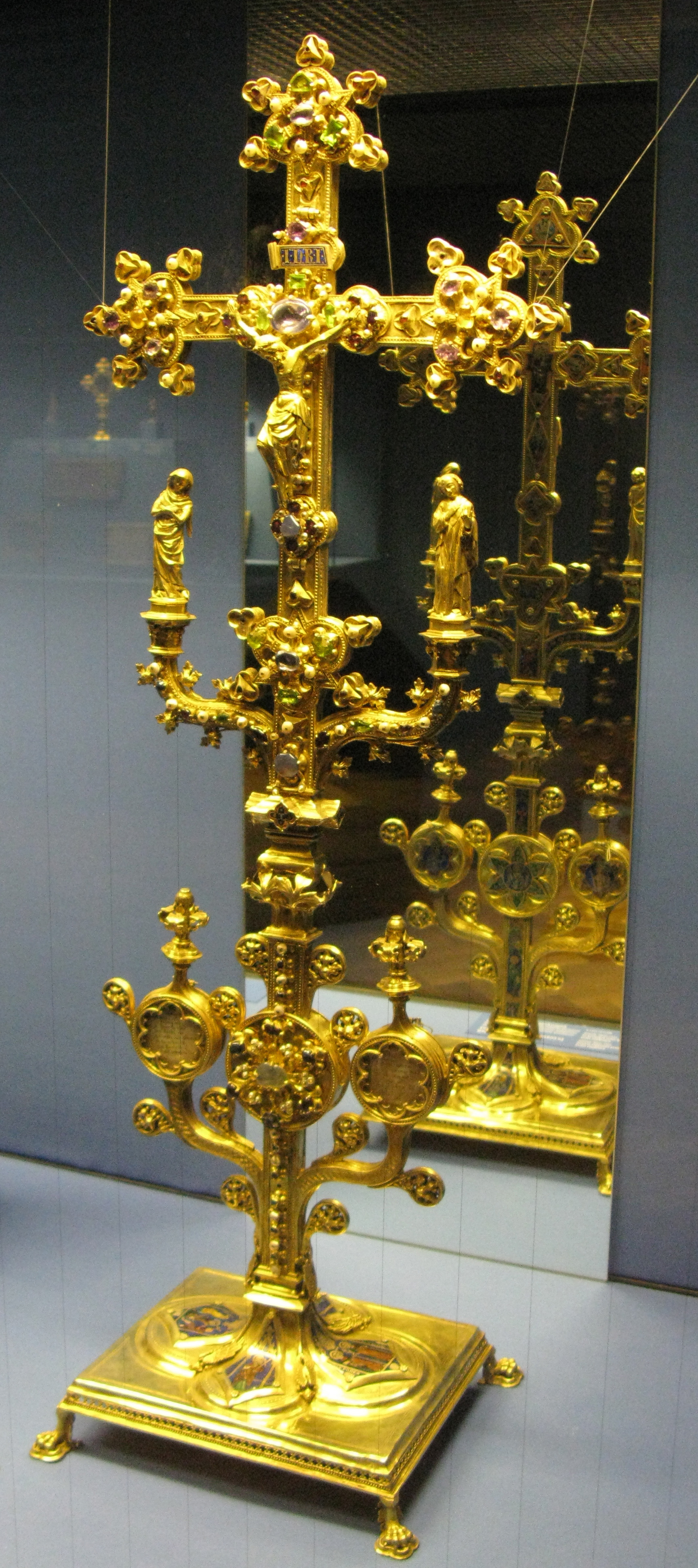
Erstes Liebenauer Kreuz im Augustinermuseum in Freiburg

Irmengard von Oettingen (* ca. 1310; † 6. November 1389 in Worms) war eine Prinzessin aus dem Grafengeschlecht von Oettingen, durch Heirat Pfalzgräfin bei Rhein und als Witwe Dominikanerin.

## Leben

### Pfalzgräfin
Irmengard von Oettingen war die Tochter von Graf Ludwig VI. von Oettingen (1288–1346) und seiner Gemahlin Agnes von Württemberg  (1295–1317), einer Tochter Eberhards des Erlauchten, von Württemberg.
Um 1320 heiratete Prinzessin Irmengard Pfalzgraf Adolf den Redlichen aus dem Hause Wittelsbach. Dieser amtierte von 1319 bis zu seinem Tod 1327 formal als Pfalzgraf bei Rhein. Die tatsächliche Regierungsgewalt übte jedoch sein Onkel Ludwig (IV.) aus.
Das Fürstenpaar residierte unter der Oberhoheit Kaiser Ludwig IV. in Heidelberg, zog sich aber um 1326 nach Oggersheim zurück. Hier ließ Pfalzgraf Adolf die durch einen Brand zerstörte Gemeinde wieder aufbauen, mit Wall bzw. Graben umgeben und erhob sie zur Stadt.
Schon im Januar 1327 starb der Pfalzgraf in Neustadt an der Weinstraße  und wurde im Zisterzienserinnenkloster Schönau nahe Heidelberg begraben.
Pfalzgraf Adolf und Irmengard von Oettingen hatten 4 Kinder:
- Ruprecht II. (1325–1398), später Kurfürst von der Pfalz;
- Friedrich (starb früh);
- Adolf (starb früh);
- eine Tochter († 1389).

### Witwe und Nonne
Noch im Todesjahr ihres Gatten zog sich Pfalzgräfin Irmengard mit ihren Kindern ins Kloster Liebenau  bei Worms zurück; letztere erhielten den österreichisch gesinnten Grafen Johann von Nassau zum Vormund. 1329 kam es im Hausvertrag von Pavia zum Ausgleich zwischen Ludwig IV., dem Bayern und Pfalzgraf Adolfs Brüdern Rudolf II. und Ruprecht I. An Stelle seines verstorbenen Vaters Adolf trat der vierjährige Sohn Ruprecht II. mit in die Erbschaft ein. Er wurde nach dem Tod seiner beiden Onkel Rudolf II. und Ruprecht I. ihr Nachfolger als Pfalzgraf und Kurfürst.
Zunächst hatte Irmengard von Oettingen nur als Gast im Kloster gewohnt. Um 1344 trat sie dort als Dominikanerin ein und lebte hier als Nonne bis zu ihrem Tode 1389 (diverse Quellen nennen auch das Jahr 1399). Schon 1344 erwarben die Liebenauer Ordensfrauen „mit dem eingebrachten Vermögen ihrer Mit- und Chorschwester Irmegard, der Witwe des Pfalzgrafen Adolf“, von der Abtei  Neuweiler im Elsaß, Patronatsrecht und Zehnt der Martinskirche zu Einselthum, sowie dortselbst den Klosterhof und das sogenannte Steinerne Haus; ebenso Gutsbesitz in Rüssingen.
In Liebenau stiftete Pfalzgräfin Irmengard  am 1. Dezember 1381 eine täglich zu singende Hl. Messe, die sogenannte Konventsmesse.
Irmengards Bruder Ludwig starb 1346 bei einer Wallfahrt ins Heilige Land. Er verfügte testamentarisch die Schenkung eines prächtigen Reliquienkreuzes an das Kloster Liebenau, das laut Inschrift im Auftrage des Vaters gefertigt wurde. Das Kreuz kam auf Umwegen nach Freiburg im Breisgau und befindet sich heute in der Schatzkammer des dortigen Augustinermuseums.
Hier im Kloster Liebenau hielt sich zeitweise auch Irmengards Schwiegertochter Beatrix von Sizilien-Aragon bei ihr auf. Der Dominikanerchronist Johannes Meyer (1422–1482) berichtet, dass Pfalzgräfin Beatrix in Liebenau ihren Sohn Ruprecht gebar und dieser dort bis zum 7. Lebensjahr von der Großmutter Irmengard von Oettingen erzogen wurde. Ruprecht, der spätere Pfälzer Kurfürst Ruprecht III. und deutsche König Ruprecht I., hatte Irmengards Großnichte Elisabeth von Oettingen als Hofdame.
Pfalzgräfin Irmengard wurde im Kloster Liebenau beigesetzt, von dem heute keine Reste mehr erhalten sind. Der Historiker Johann Friedrich Schannat hat in seiner Historia episcopatus Wormatiensis die inzwischen nicht mehr existente Grabinschrift überliefert. In ihr ist vermerkt, dass die Fürstin 40 Jahre lang als Ordensschwester lebte.